# Quả thể

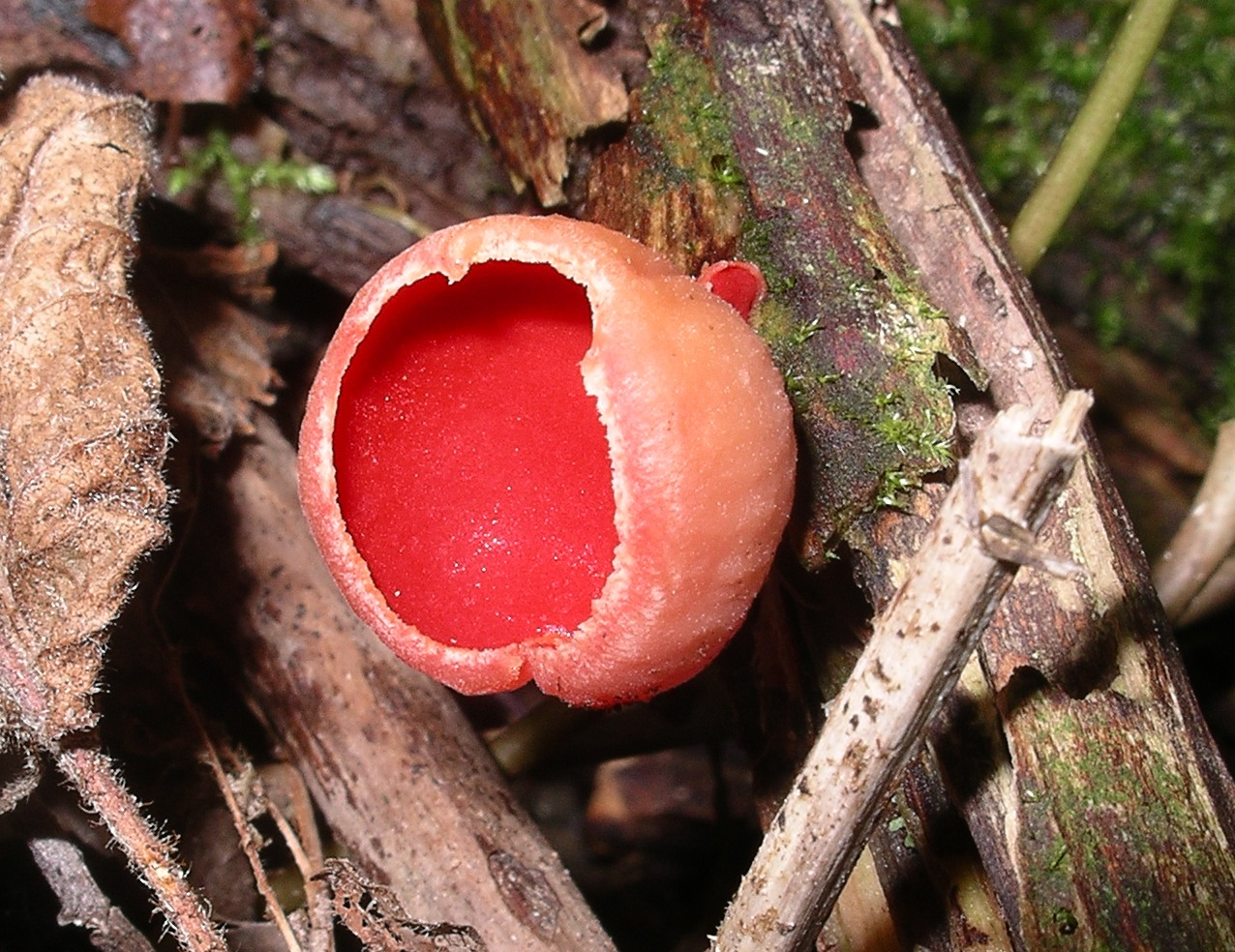
Quả bào tử của Sarcoscypha austriaca

Ở nhiều loài thực vật bậc thấp và nhất là nấm, quả bào tử (sporophore) - cũng còn được gọi là thể quả hoặc thân quả - là một cấu trúc đa bào trên đó các cấu trúc sản sinh bào tử, như basidia hoặc asci, được sinh ra. Thể quả là một phần của giai đoạn sinh dục của vòng đời nấm, trong khi phần còn lại của vòng đời được đặc trưng bởi sự tăng trưởng sợi thực vật và sản sinh bào tử vô tính.
Các bào tử của một basidiomycete được gọi là " basidiocarp " hoặc "basidiome", trong khi thân cây của ascomycete được gọi là " ascocarp ". Nhiều hình dạng và hình thái được tìm thấy trong cả basidiocarps và ascocarps; những đặc điểm này đóng một vai trò quan trọng trong việc xác định và phân loại nấm.
Thể quả được gọi là "epigeous" nếu chúng mọc trên mặt đất, giống như những cây nấm thông thường, trong khi những loài khác mọc dưới lòng đất là "hypogeous". Các túi bào tử biểu mô có thể nhìn thấy bằng mắt thường, đặc biệt là các loại trái cây có hình thái agaricoid ít nhiều, thường được gọi là nấm, trong khi nấm hypogeous thường được gọi là nấm cục hoặc nấm cục. Trong quá trình tiến hóa, nấm cục đã mất khả năng phân tán bào tử của chúng bằng dòng không khí và thay vào đó là nhân giống bằng cách tiêu thụ động vật và sau đó phát tán bào tử của chúng.
Trong hái nấm nghiệp dư, và ở một mức độ lớn về nấm học thuật cũng vậy, việc xác định nấm cao hơn là dựa trên các tính năng của bào tử.
Thể quả lớn nhất được biết đến là một mẫu của Phellinus ellipsoideus (trước đây là Fomitiporia ellipsoidea) được tìm thấy trên Hải Nam. Nó có kích thước lên tới 1.085 xentimét (427 in)   chiều dài và ước tính nặng từ 400 và 500 kilôgam (880 và 1.100 lb).